# Inoffizielle Ringer-Europameisterschaften 1913
Inoffizielle Ringer-Europameisterschaften wurden 1913 im Mai in Budapest ausgetragen.

## Ergebnisse
| Klasse    | Gold           | Silber                 | Bronze         |
| --------- | -------------- | ---------------------- | -------------- |
| - 60 kg   | Andras Szoszky | Miklos Breznotics      | Imre Kobor     |
| - 67,5 kg | Ödön Radvány   | Gottfrid Svensson      | Viktor Fischer |
| - 75 kg   | Claes Johanson | Arpad Miskey           | József Sugár   |
| - 82,5 kg | Béla Varga     | Harald Christensen     | Jozsef Marothy |
| + 82,5 kg | Anders Ahlgren | Tibor Fischer (Ringer) | Emil Wastl     |

## Medaillenspiegel
| Rang | Land       | Gold | Silber | Bronze |
| ---- | ---------- | ---- | ------ | ------ |
| 1    | Ungarn     | 3    | 3      | 3      |
| 2    | Schweden   | 2    | 1      | 0      |
| 3    | Dänemark   | 0    | 1      | 0      |
| 4    | Österreich | 0    | 0      | 2      |